# Tagar-kultúra

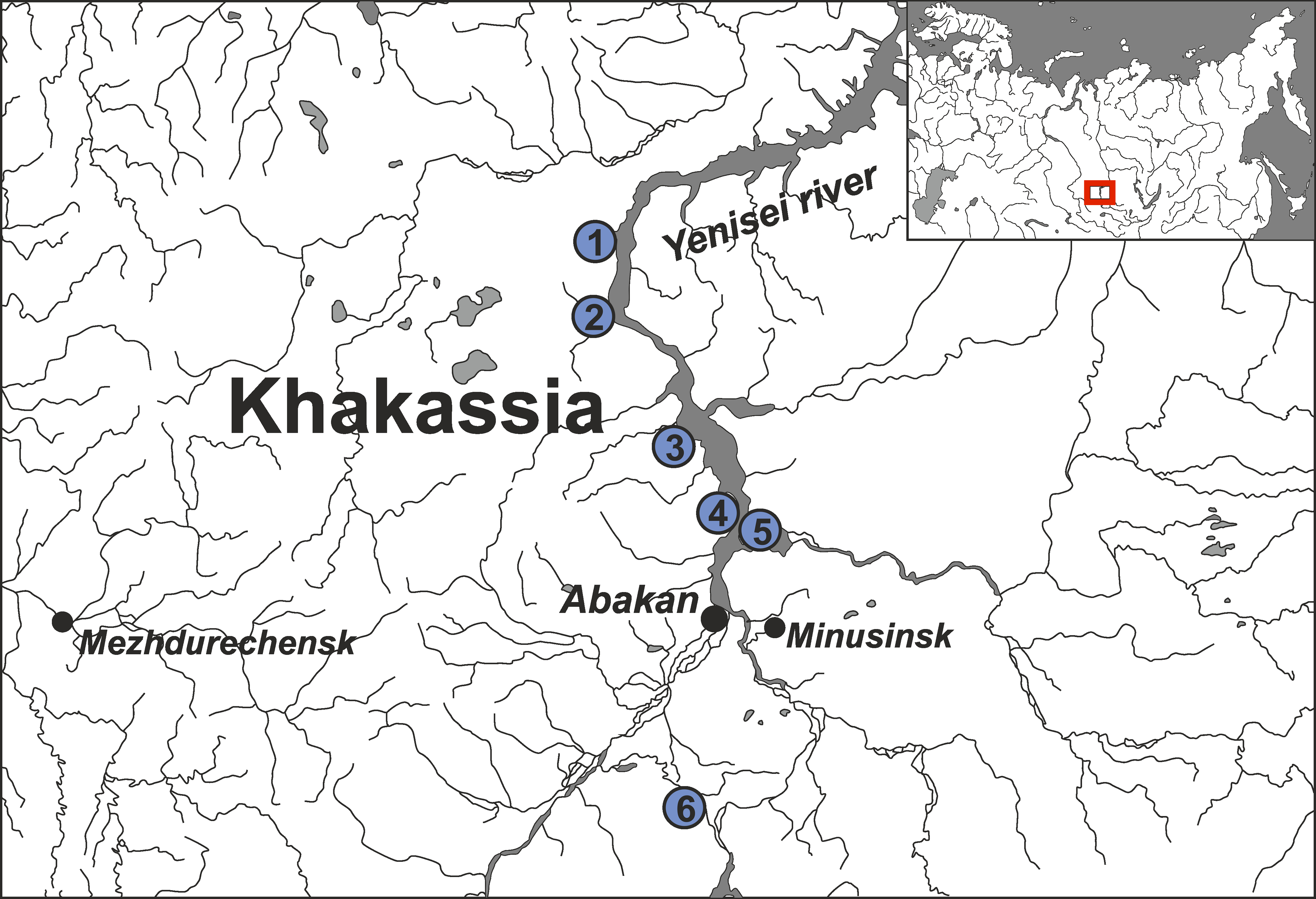
Tagar-kultúra

A Tagar-kultúra egy bronzkori szaka régészeti kultúra volt, amely a Kr. e. 8. és a Kr. e. 1. század között virágzott Dél-Szibériában (Hakassziai Köztársaság, Krasznojarszki terület déli része, Kemerovói tartomány keleti része). A kultúra nevét a Jenyiszej folyó egy szigetéről kapta. A civilizáció az ókori Eurázsia egyik legnagyobb bronzolvasztó központja volt.

## Története
A Tagar-kultúrát a Karaszuk-kultúra előzte meg. Általában az andronovói kultúra leszármazottainak tekintik őket, és gyakran az indoirániakkal hozzák őket kapcsolatba, de a türk dinlin törzs is a Tagar-kultúra része volt. A tagar nép nyugat- és kelet-eurázsiai származás keverékével rendelkezett, a kelet-ázsiai származás a vaskorban egyre erősödött.
Az i. e. 2. századtól a tagar korszakot a hun hatású időszak követte, amely a hsziungnuk felemelkedéséhez kötődik. A "tesinszki-kultúra" a Minuszinszki-medence kultúrája volt, a Kr. e. 1. századtól a Kr. u. 1. századig. A Tastiki kultúra a Tagar-kultúra és a hsziungnuk és a Hszienpej-kultúra találkozási pontján állt, és művészeti fejlődése is erre az időszakra vezethető vissza.
Ezt követte a tasztyiki kultúra (Kr. u. 1.-4. század).

## Kutatások
A minuszinszki-medencében először Daniel Gottlieb Messerschmidt ásatott 1722-ben. Ő és Philip Johan von Strahlenberg voltak az elsők, akik rámutattak a tagár- és a nyugatabbra fekvő szkíta kultúrák közötti hasonlóságokra. A tagarokról az első régészeti leírásokat Szergej Tyeplouhov készítette. Az ő periodizációja képezte a későbbi kutatások alapját.

## Jellemzőik

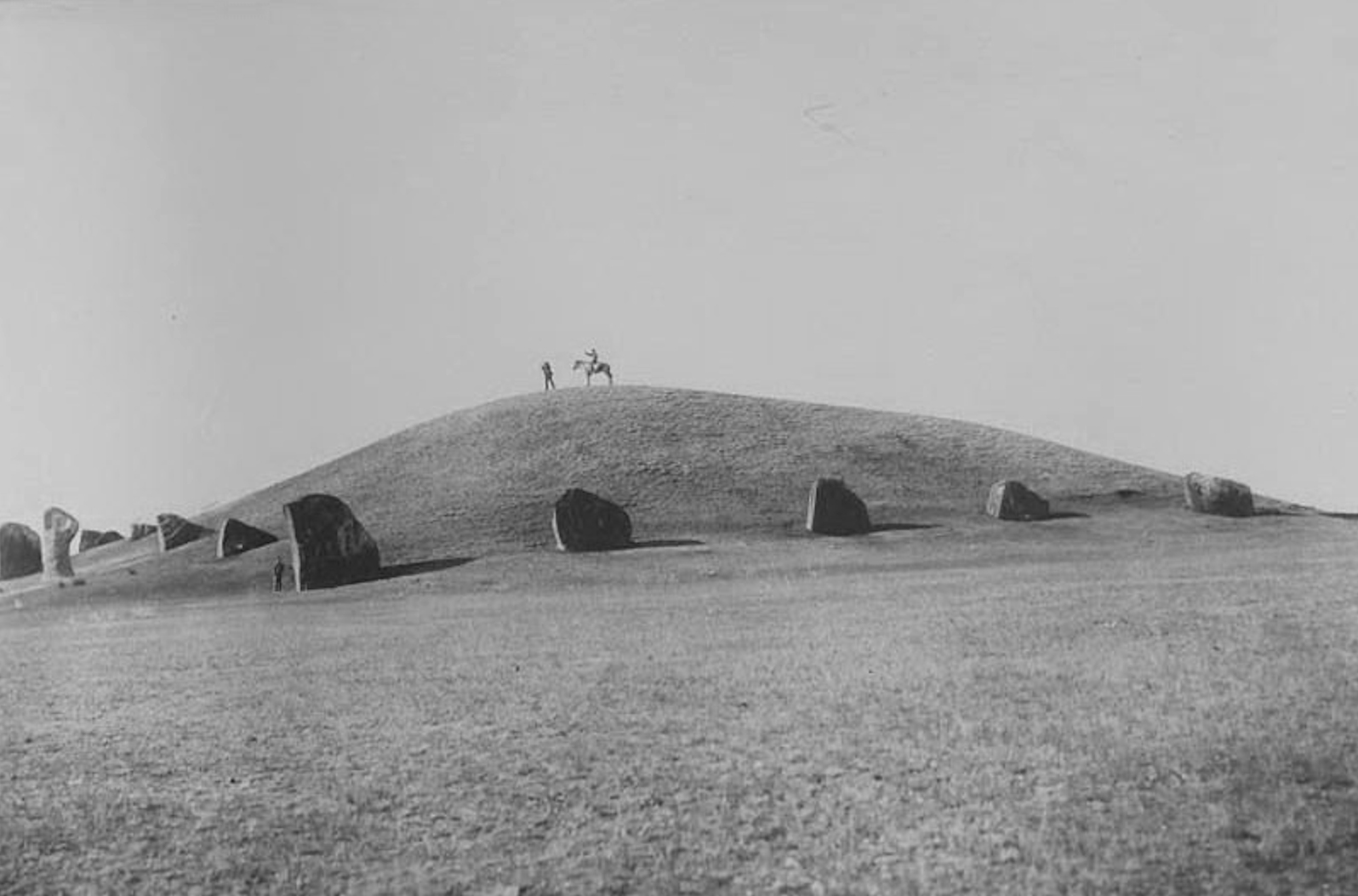
A 25-30 m magas, 500 m átmérőjű Salbyk kurgan az ásatás előtt, i. e. 5-4. sz. Felső Enisey-Irtysh interfluviális. Fotó a 20. sz. elejéről. A Salbyk-kurgánt balbálok veszik körül, tetején kurgan-obeliszkkel. Források: Adrianov A.V., "Válogatás a Minusinsk területén végzett kurgan-ásatások terepi feljegyzéseiből", Minusinsk, 1902-1924, 56. o., és Devlet M.A., "Nagy Salbyk kurgan - egy törzsfőnök sírja", in: History of Siberia, Tomsk, 1976, 147. o.

A tagarok agyagkemencékkel és nagy tűzhelyekkel fűtött, fából készült lakásokban éltek. Egyes településeket erődítményekkel vettek körül. Állattenyésztésből éltek, állatállományuk túlnyomórészt nagy szarvasmarhákból, lovakból, kecskékből és juhokból állt. A földművelésnek is vannak bizonyítékai, amely nyomok öntözésre utalnak.
A tagarok a dél-európai oroszországi szkítákhoz nagyon hasonló állatművészeti motívumokat (szkíta művészet) készítettek.
A kultúra talán legszembetűnőbb jellegzetességei a hatalmas, kőtáblákkal kerített királyi kurgánok, amelyek sarkait négy függőleges sztélé jelöli. A korai tagar-korszakból származó temetkezések jellemzően egyszeri temetkezések. A későbbi Tagar-korszakban a kollektív temetkezések válnak gyakoribbá. Ezt a tagarok társadalmi fejlődésének jeleként értelmezték.

## Fizikai jellemzőik
A tagar népet számos antropológus vizsgálta. A tagarokat a kutatók europid vonásúakként jellemezték.

## Genetikai kutatások
A tagarok és más eurázsiai ősi populációk többdimenziós skálázása mtDNS-szekvenciák alapján:
- Kora-vaskori dél-szibériai genetikai felmenők. A Slab-grave népe egységesen ősi északkelet-ázsiai (ANA,) eredetű, míg a nyugatra fekvő Szaka populációk nyugat-eurázsiai (Szintasta) és ősi északkelet-ázsiai (Baikal_EBA) ősökkel kombináltak, kisebb BMAC admikcióval.

A Minuszinszki-medencei kultúrák (az új emberi csontdátumok összegzett valószínűségi eloszlása, Afanaszjevói kultúrától a Tagar-kultúrákig).
2009-ben a Human Genetics című folyóiratban megjelent egy genetikai tanulmány az ősi szibériai kultúrákról, az Andronovói kultúráról, a Karaszuk-kultúráról, a Tagar-kultúráról és a Tastiki-kultúráról. 2009-ben a Tagar-kultúra tizenkét, i. e. 800 és i. sz. 100 között élt egyedét vizsgálták. 10 egyed mtDNS kivonataiból megállapították, hogy három mintát képviselnek a T3 haplocsoportból, egy mintát az I4-ből, egy mintát a G2a-ből, egy mintát a C-ből, egy mintát az F1b-ből és három mintát a H-ból (köztük egy mintát a H5-ből).

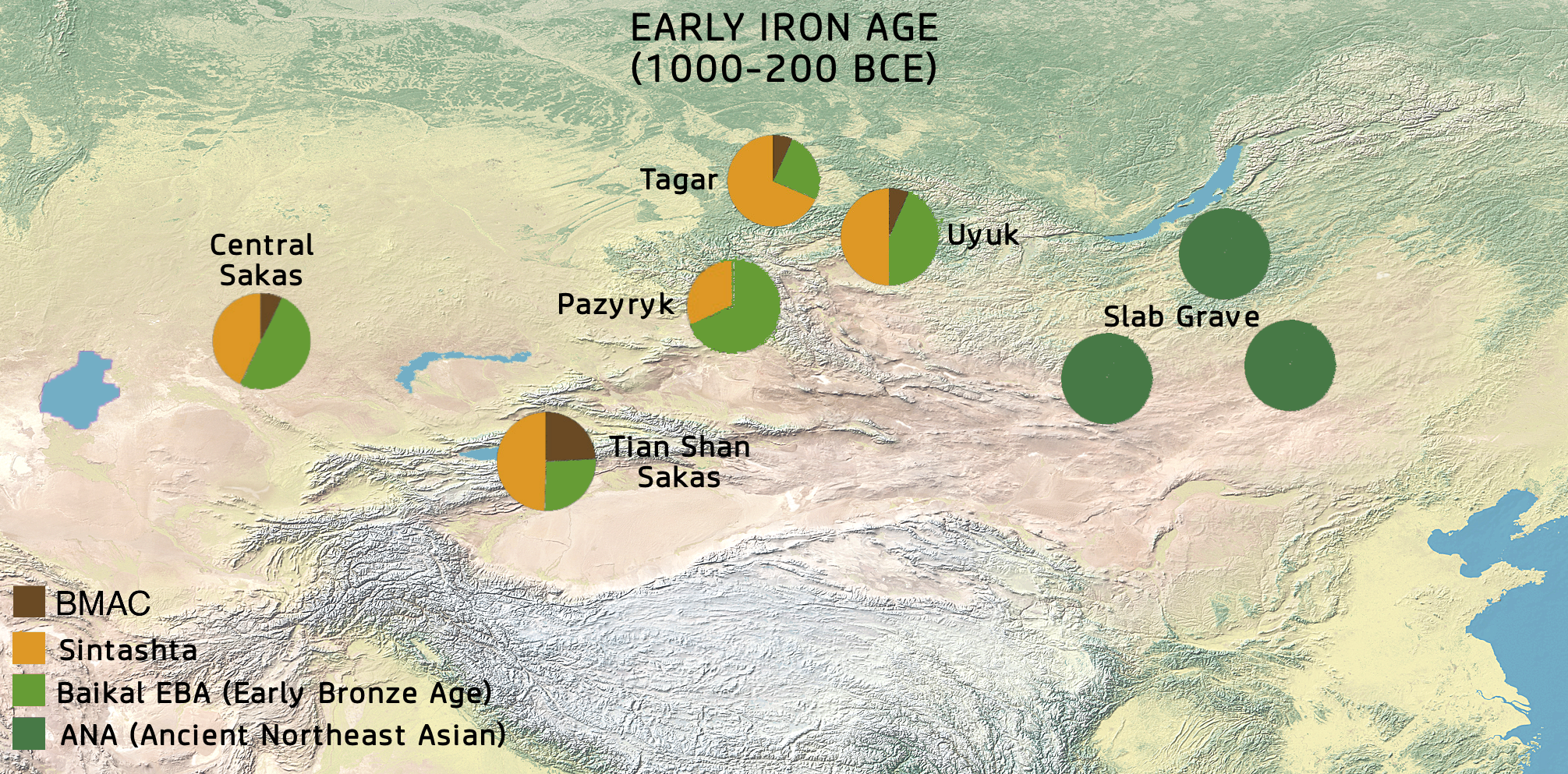
Korai vaskori dél-szibériai genetikai felmenők. A Slab-grave népe egységesen ős-északkelet-ázsiai (ANA,) eredetű, míg a nyugatra fekvő szaka népesség nyugat-eurázsiai (szintaszta) és ős-északkelet-ázsiai (bajai_EBA) ősökkel kombinált, kisebb BMAC-adalékkal

A hat személy Y-DNS-éből származó kivonatokat mind az R1a1 Y-kromoszóma haplocsoporthoz tartozónak határozták meg, amelyről úgy gondolják, hogy a korai indoeurópaiak kelet felé irányuló vándorlását jelzi. 10 SNP elemzése alapján a tagari egyének többsége elsősorban európai származásúnak minősült, egy vegyes származású egyén kivételével. A pigmentációs fenotípust mutató egyedek valamivel több mint 
felének (5) kék szemszínt, míg 4 egyednek valószínűleg kék vagy barna szemű volt. A legtöbbjük szőke vagy világosbarna hajszínnel.
A Tagar-kultúra maradványaiból származó mtDNS vizsgálat eredménye 2018-ban a PLOS One című folyóiratban jelent meg. A Tagar-kultúra korai éveiből származó maradványok szoros rokonságot mutattak a pontusi sztyeppén élő kortárs szkítákéval. A tanulmány szerzői szerint e genetikai hasonlóság forrása a kelet-ázsiai anyai haplocsoportok gyakoriságának jelentős növekedése volt a tagari népességben, amely a vaskorban következett be. A tagar minták közel 46%-a hordozott kelet-ázsiai anyai haplocsoportot a vaskorban, a D és C vonal gyakorisága pedig több mint megháromszorozódott a korai tagar időszakhoz képest.

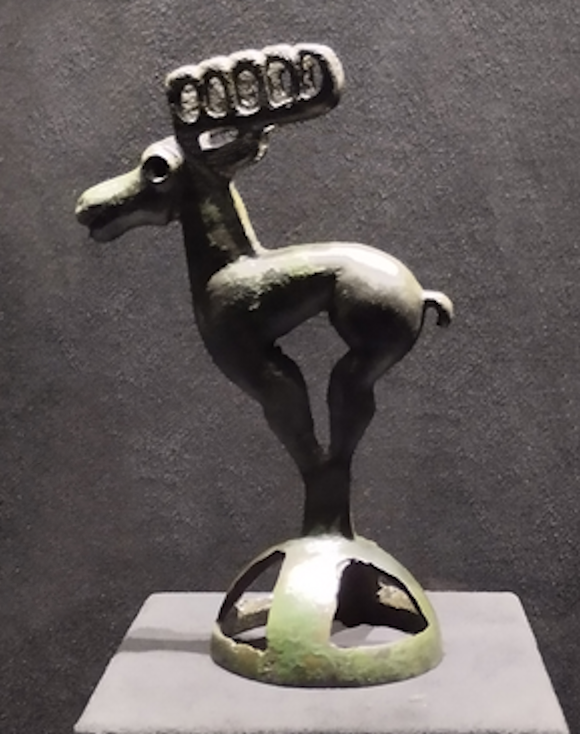
Félgömb alakú, hasított talapzaton álló szarvas alakját ábrázoló lándzsa.
Bronz. Kr. e. 7-5. század. Dél-Szibéria korai vaskora: Tagar régészeti kultúra, Saragash szakasz. Hakassziai Köztársaság, Aszkuszi járás, Uszt-Kamyshta falu környéke, az Abakan - Abaza vasútvonal Skalnaja állomása.
Skalnaja 6. temetkezési hely, Kurgan 1. E. S. Bogdanov ásatásai, 2021.

A Nature folyóiratban 2018 májusában megjelent genetikai tanulmány nyolc, a Tagar-kultúrának tulajdonított személy maradványait vizsgálta. A begyűjtött három Y-DNS-minta mindegyike az R1 haplocsoportba tartozott. A begyűjtött mtDNS-minták az N1a1a1a1, N9a9, H5a1, W1c, U2e2, A8a1, U2e1h és F1b1b csoportba tartoztak. A tagarok nagyobb arányban rendelkeztek keleti vadász-gyűjtögető (EHG) ősökkel, mint a szkíta kultúrák összes többi népe. Megállapították, hogy körülbelül 83,5%-ban nyugati sztyeppei pásztor (WSH), 9%-ban ősi észak-eurázsiai (ANE) és 7,5%-ban szibériai vadász-gyűjtögető ősökkel rendelkeztek.
Egy későbbi, 2020-as genetikai vizsgálat a Tagar vizsgálati példányokat úgy modellezte, hogy azok mintegy 70%-ban a Szintasta-kultúrából, 25%-ban az Ősi Északkelet-ázsiai (ANA) bácskai vadász-gyűjtőktől, 5%-ban pedig a Baktria-Margiana Régészeti Komplexumból származnak.

## Források

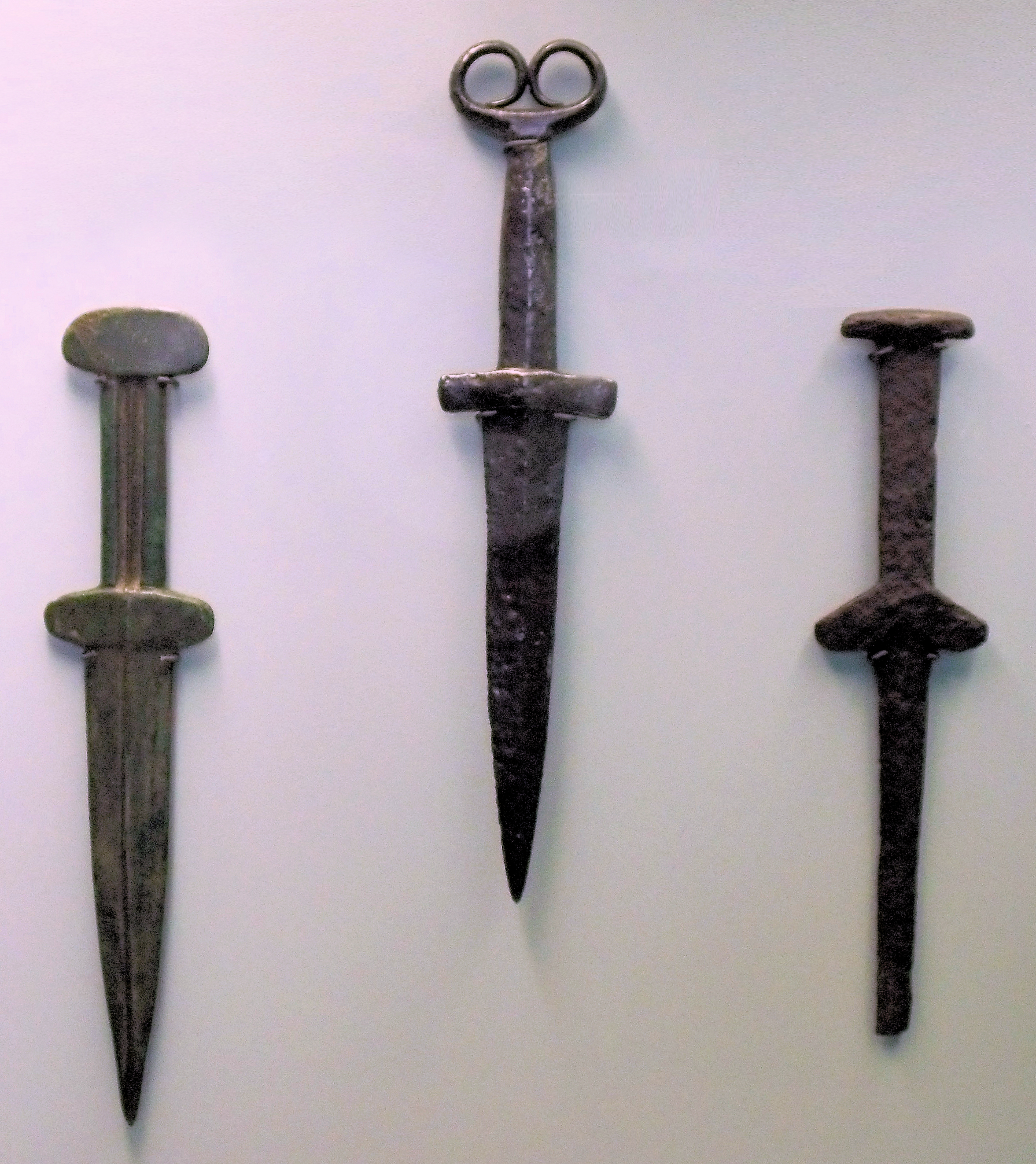
Bronzkardok a Tagar kultúra idejéből

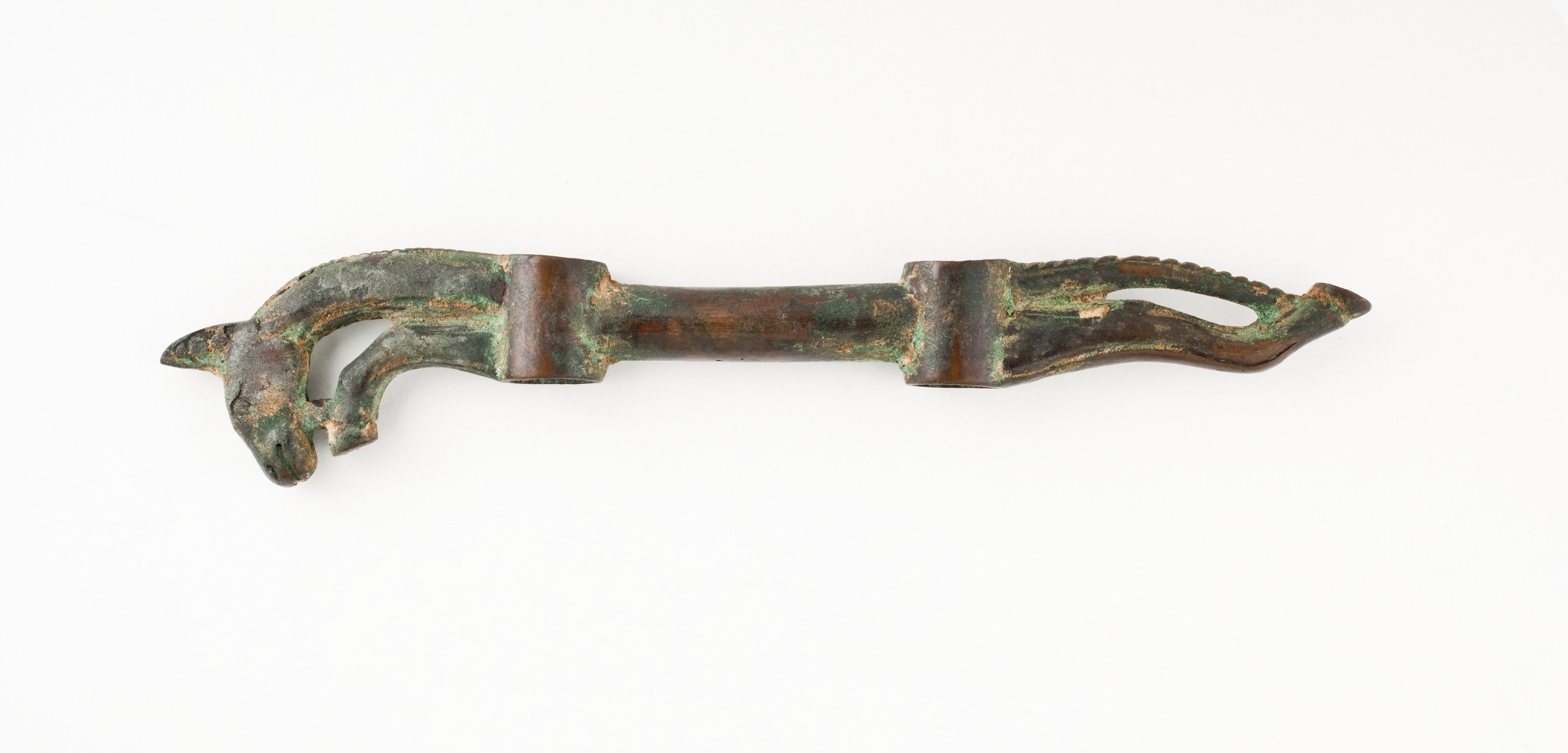
Dél-Szibéria, Tagar, i. e. 6-5. század. Bronz, öntött lószerszám

## Fordítás
Ez a szócikk részben vagy egészben  a   Tagar culture című angol Wikipédia-szócikk fordításán alapul.  Az eredeti cikk szerkesztőit annak laptörténete sorolja fel. Ez a jelzés csupán a megfogalmazás eredetét és a szerzői jogokat jelzi, nem szolgál a cikkben szereplő információk forrásmegjelöléseként.